# Ying Wang
Ying Wang (chinesisch 王颖, Pinyin Wáng Yǐng; * 10. September 1976 in Shanghai) ist eine chinesisch-deutsche Komponistin und Hochschullehrerin.

## Leben
Wang studierte an der Musikhochschule Shanghai und lebt seit 2003 in Deutschland. Ihr weiteres Studium an der Hochschule für Musik und Tanz Köln fort, u. a. bei York Höller, Rebecca Saunders, Johannes Schöllhorn und Michael Beil, schloss sie 2011 ab. Ihr Vater ist der Komponist Wang Xi-lin.

## Werke
Ihre Musik wird beschrieben als existenzielle Beobachtung ihrer transkulturellen Erfahrungen zwischen China und Europa.

### Orchestra
- Phantasmagoria for orchestra (2008)
- Steel, Steam, Storm for orchestra (2008–2009)
- Fusion for orchestra (2011)
- Unermüdlich strömend, nahezu transparent for orchestra (2013)
- Schwarzes Holz for orchestra and tárogató (2014/15)
- LTD 1 for orchestra (2016/2017)
- 528 HZ 8va for orchestra and electronics (2021/2022)

### Chamber Orchestra
- Nur Ich for gu zheng, pipa, sheng, percussion, piano, violin, viola and violoncello (2009)
- Fokus-Axis for ensemble (2010)
- Glissadulation for ensemble and electronics (2013/2015)
- ROBOTICtack for alto, ensemble and electronics (2017)
- Black Hole, Big Bang (2018) for ensemble, electronics and interactive visual arts
- MusicBox for ensemble, electronics and film (2018)
- Schmutz for ensemble, electronics and 4 megaphones (tape) (2019)
- DELETE [ sic! ] for female voice and ensemble (2021)
- DIS - A. (ppearance) for ensemble and video (2021)
- Re:Wilding for chamber orchestra and electronics (2020)

### Vocal music
- Echo aus den Vergangenheit I for 2 Choirs (1999)
- Die Gasse im Regen for speaker, flute, harp and mixed choir (1999)
- Ursprung des Klangs for choir and 3 percussionists (2004)
- Pie-R-Rot for voices and ensemble (2010)
- F-Ü-I-D for baritone and piano (2010)
- GAWA for female voice and Chinese ocarina (2021)
- Illuminations 3 Songs for female voice, piano and electronics (2022)

### Chamber opera
- Wilde Gräser for mezzo-soprano, tenor, baritone, choir and ensemble (1999–2000)
- Lorry 39 for mezzo-soprano, video, ensemble and electronics (2022)

### Chamber music
- Illusion for sheng and string quartet (2000)
- Schatten, durch den Klang I for organ and drums (2005)
- Moment der Kontemplation for bass clarinet, accordion and tamtam (2006)
- Durchsichtiges Lied for oboe and harp (2006)
- Schatten, durch den Klang II for Oboe Duo (2007)
- Begrenzt-Unbegrenzt for saxophone, violin, viola and percussion (2008)
- Durchsichtiges Lied 2nd version for alto flute and harp (2006/2009)
- Compass quartet for clarinet, horn, violoncello, piano and electronics (2009/2010)* Cycle for piano trio (2011)
- Tun•Tu for baritone saxophone, electronic sounds and live electronics (2012)
- Build up für Shakuhachi, Sho, Sheng, Pipa, Sarnaghi, Koto and Guzheng (2012)
- Deconstruct-Reconstruction for piano, timpani, leap motion and electronics(2015)
- Unlinked Innocence for accordion, clarinet and electronics (2016)
- Snapshot for erhu, piano and electronics (2017)
- ¾ - Trio in the Cube for Pipa, Percussion and GuZheng (2021)
- Copyleft for string quartet (2021)

### Solo pieces
- Imprint – Blue for piano (2011)
- Focus-Exchange for bass clarinet and electronics(2015)
- A for solo performers with amplified tarogato and live electronics (2017)
- NOCTILUCENT for solo trumpet and video (2017)
- Virulent for solo flute (2020)

## Auszeichnungen
- Preisträgerin der 5. Brandenburger Biennale
- Heidelberger Künstlerinnenpreis
- Preis der Franz Josef Reinl-Stiftung
- Bärenreiter-Preis